# Ursula Nonnemacher
Ursula Nonnemacher (ur. 29 czerwca 1957 w Wiesbaden) – niemiecka lekarka i polityk, w latach 2009–2019 deputowana do Landtagu Brandenburgii, w latach 2019–2024 minister spraw społecznych, zdrowia, integracji i ochrony konsumentów Brandenburgii.

## Życiorys
W latach 1976–1980 studiowała medycynę na Uniwersytecie Johannesa Gutenberga w Moguncji, a w latach 1980–1983 na Wolnym Uniwersytecie Berlińskim. W 1983 rozpoczęła pracę zawodową w szpitalu w berlińskiej dzielnicy Spandau. W 1994 wstąpiła do partii Sojusz 90/Zieloni. W 1997 założyła oddział partii w Falkensee i została jego przewodniczącą. W latach 1998–2019 była radną Falkensee. W 2009 i 2014 wybrana do Landtagu Brandenburgii, w grudniu 2017 została współprzewodniczącą grupy parlamentarnej partii wraz z Axelem Vogelem. W 2019 była współprowadzącą kampanii Sojuszu 90/Zielonych w wyborach do Landtagu, a 20 listopada 2019 objęła urząd ministra spraw społecznych, zdrowia, integracji i ochrony konsumentów Brandenburgii w rządzie Dietmara Woidkego. W listopadzie 2024 została odwołana ze stanowiska z powodu różnic poglądowych z premierem dotyczących przeprowadzonej reformy systemu opieki zdrowotnej.

## Życie prywatne
Ma męża i trójkę dzieci. Od 1996 mieszka w Falkensee.